# Michael Purgleitner
Michael Purgleitner (* 1791 oder 1792; † 4. April 1866 in Graz) war ein österreichischer Politiker und Apotheker. In den Jahren 1850 und 1851 war er der erste Bürgermeister-Stellvertreter der steirischen Landeshauptstadt Graz.

## Wirken
Michael Purgleitner war Eigentümer der Hirschenapotheke in der Grazer Sporgasse. Seine kommunalpolitische Tätigkeit begann im Umfeld der Revolution von 1848/1849. Im Vorfeld der Wahl zur Frankfurter Nationalversammlung gehörte er zu den Wahlmännern, welche den Abgeordneten der Stadt Graz küren sollten. Mit der Revolution etablierte sich in Graz erstmals ein unabhängiges Verwaltungsgremium (bis Dezember 1848 offiziell „Gemeinde-Ausschuss“), als dessen Obmann der spätere Bürgermeister Johann Nepomuk Ulm fungierte. Mit dem Stadion’schen Gemeindegesetz von 1849 waren die Kommunen als eigenständige Gebietskörperschaften konstituiert worden, infolgedessen fanden in Graz im August 1850 erstmals Gemeinderatswahlen (nach einem Kurienwahlrecht) statt.
Nach der offiziellen Konstituierung dieses nunmehrigen „Gemeinde-Rathes“ im August 1850 wurde Michael Purgleitner am 16. September 1850 zum Stellvertreter Ulms gewählt. Er blieb jedoch nur bis zum September des folgenden Jahres in der Stadtpolitik aktiv. Neben seiner Tätigkeit als Vizebürgermeister bekleidete er noch das Amt des Kämmerers. 1862 wurde er in den Ausschuss des Grazer Bürgerspitals gewählt.
Michael Purgleitner verstarb am 4. April 1866 an den Folgen einer „Gehirnlähmung“ (wohl ein Schlaganfall).